# Ruth Rocha
Ruth Machado Lousada Rocha OMC (São Paulo, 2 de março de 1931) é uma escritora brasileira de livros infantis.
Formou-se em Ciências Políticas e Sociais na Escola de Sociologia e Política de São Paulo e depois de graduada começou a trabalhar como orientadora educacional no Colégio Rio Branco. É membro da Academia Paulista de Letras desde 25 de outubro de 2007, ocupando a cadeira 38.
A autora tem mais de mais de 180 livros publicados, vendeu mais de 40 milhões de livros no Brasil e no exterior, e teve sua obra traduzida para 25 idiomas nos mais de 50 anos de carreira.
Em 2024, aos 93 anos de idade, Ruth Rocha renovou seu contrato de exclusividade com a Editora Salamandra até 2039.

## Biografia

### Família
Ruth nasceu numa família de assíduos leitores e contadores de histórias. Seu pai, Álvaro de Faria Machado, era médico e sua mãe Esther Coelho de Sampaio, dona-de-casa, ambos cariocas que se transferiram pouco antes do seu nascimento para a capital paulista, onde se radicaram.
Teve bastante contato e convivência com seus avós maternos, Francisco Sabino Coelho de Sampaio, o "Vovô Ioiô", e da Rosa Pereira Barbosa, a "Vovó Neném". Vovô Ioiô era nascido no Pará, filho de um baiano e uma sergipana, a dinda Maria dos Anjos. Era um exímio contador de histórias, desde Charles Perrault, até irmãos Grimm incluindo contos populares, histórias nordestinas e tudo de As Mil e Uma Noites, sempre com muito humor. Com Vovó Neném, Ruth aprendeu a cantar as modinhas antigas imperiais, e a ter o gosto pelas músicas.
Cresceu na Vila Mariana, que era um bairro ainda campestre e com muitas chácaras, as quais atravessava a caminho do  Colégio Bandeirantes, que frequentou desde o segundo ano primário até o segundo ano colegial. 
Ruth teve quatro irmãos: Rilda, a irmã dois mais velha, Álvaro Machado, médico como o pai, Eliana Ferreira, advogada, e Alexandre Machado, jornalista. Casou-se em 1956 com Eduardo de Sousa Lousada Rocha, falecido em 2012, com quem teve uma filha, Mariana.

### Infância e juventude
Ruth teve episódios de asma dos três aos onze anos de idade, com isso passava períodos na cama recebendo cuidados de sua mãe e avó, escutando historias, rádio e lendo livros.
O primeiro livro que leu foi "O garimpeiro do Rio das Garças", de Monteiro Lobato, obra menos conhecida do autor que frequentemente fica de fora das edições de suas obras completas. Sua mãe lia bastante as histórias de Monteiro Lobato para Ruth e seus irmãos. Lia a coleção de histórias infantis da editora melhoramentos. Na escola, aos 13 anos, o professor determinou que lessem "As cidades e as serras", de Eça de Queiros, que Ruth considera ter sido a sua "trombada" com a literatura. 
Por orientação do professor Soares Amora, inscreveu-se na Biblioteca Circulante, que funcionava na avenida São Luís. Ficou impactada com a quantidade de livros e começou a ler os mais variados autores. Retirava os livros da prateleira na ordem em que estavam organizados, e lia obras inteiras como romances históricos de Paulo Setúbal, o poeta Cleônides Campos, Castro Alves, o folclorista Mauro Mota, quem Ruth considera muito marcante em sua memória.

### Trabalhos
Em 1967, aos 36 anos, começou a escrever artigos na revista Claudia, com matérias sobre o tema da educação, escreveu para a revista Cláudia por três anos e foi convidada para ser orientadora pedagógica da revista Recreio, para a qual escreveu assim como Ana Maria Machado e Joel Rufino. 
Em 1976 publicou o seu primeiro livro Palavras, Muitas Palavras.
Alcançou a marca de mais de 200 títulos publicados, com traduções para 25 idiomas. Lançou livros no parlamento brasileiro e na sede da Organização das Nações Unidas (ONU), em Nova Iorque.
Escreveu, em parceria com Otávio Roth, dois livros  encomendados pela ONU para desenvolver temas de direitos humanos e sustentabilidade na educação infantil. Os livros Declaração Universal dos Direitos Humanos para Crianças e Azul e Lindo, Planeta Terra Nossa Casa foram traduzidos para mais de dez idiomas e utilizados por braços institucionais da ONU em diversos países.
Em 2000 gravou para o Canal Futura a série Quem Conta um Conto, uma série de animação que reproduz o poema épico de Homero, comentando as viagens e aventuras de Odisseu após a tomada de Troia até seu regresso à Ítaca na Grécia Antiga.

## Marcelo Marmelo Martelo
Sua obra mais conhecida é Marcelo, Marmelo, Martelo que já vendeu mais de um milhão de livros.
Em 2022, foi anunciada uma série homônima produzida pela Paramount+. A série teve sua estreia em 8 de julho de 2023 pela Paramount+ e Nickelodeon. Foi a primeira vez que a autora liberou os direitos para uma adaptação audiovisual. Ruth faz uma participação especial na produção de Marcelo Marmelo Martelo.
| “ | "Eu estou muito alegre! Ver uma obra minha retratada em uma série audiovisual é uma coisa concreta, poder acompanhar meus personagens em ação... Estou achando isso muito divertido". | ” |

## Homenagens e prêmios
Em 1998 foi condecorada pelo presidente Fernando Henrique Cardoso com a Ordem do Mérito Cultural do Ministério da Cultura, além disso, ganhou outros prêmios.
Em 2001 recebeu o Prêmio ABL de Literatura Infantojuvenil.
Em 2002 foi escolhida como membro do PEN CLUB, Associação Mundial de Escritores, localizada no Rio de Janeiro. Nesse mesmo ano, o seu livro Escrever e Criar recebeu o Prêmio Jabuti.

## Principais obras infantis
- Marcelo, Marmelo, Martelo
- Ninguém gosta de mim
- O Reizinho Mandão
- Sapo Vira Rei Vira Sapo
- O pic nic de catapimba
- Meus Lápis de Cor são só Meus
- Meu Irmãozinho me Atrapalha
- A Menina que não Era Maluquinha
- O Menino que Quase Virou Cachorro
- Borba, o Gato
- Escolinha do Mar
- Faz Muito Tempo
- O Que os Olhos Não Vêm
- Procurando Firme
- Gabriela e a Titia
- Pra Vencer Certas Pessoas
- Historinhas Malcriadas
- A Arca de Noé
- As Coisas que a Gente Fala
- Bom Dia, Todas as Cores!
- Como se Fosse Dinheiro
- Davi Ataca Outra Vez
- Este Admirável Mundo Louco
- Faca Sem Ponta Galinha Sem Pé
- Romeu e Julieta
- Lindas Crianças
- O amigo do rei
- O menino que aprendeu a ver
- O livro do lápis